# Ladislao di Salisburgo
Ladislao di Salisburgo, conosciuto anche come Ladislao di Slesia (c. 1237 – 27 aprile 1270), fu co-governatore del ducato di Breslavia dal 1248. Fu cancelliere del re Ottocaro II di Boemia dal 1255 e fu eletto vescovo di Bamberga nel 1257 e vescovo di Passavia nel 1265. Ladislao divenne principe-arcivescovo di Salisburgo nello stesso anno, e dal 1268 è stato anche amministratore della diocesi di Breslavia.

## Famiglia
Ladislao (in polacco Władysław) era il quinto e il figlio più giovane del duca Enrico II il Pio, avuto da sua moglie Anna, figlia del re přemyslide Ottocaro II di Boemia. Ai piast di Slesia, linea più antica della dinastia dei Piast, governanti polacchi, erano stati restituiti i loro territori slesiani con l'aiuto dell'imperatore Federico Barbarossa nel 1163. Il nonno di Ladislao, il Duca Enrico il Barbuto (in polacco: Henryk Brodaty), riacquistò anche la Dzielnica senioralna ("provincia del senior" - in pratica il Ducato di Cracovia) e la Corona Polacca come Granduca nel 1232.
Il duca Enrico II divenne co-governatore con suo padre nel 1226 e riuscì a succedergli come duca di Slesia e Granduca di Polonia nel 1238. Quando fu ucciso durante l'invasione mongola nella battaglia di Legnica il 9 aprile 1241, il fratello maggiore di Ladislao, Boleslao II il Calvo (in polacco: Bolesław II Rogatka) assunse il dominio sulle terre della Bassa Slesia e la tutela dei suoi fratelli minori. Bloccato in conflitti interni con i suoi fratelli Enrico III il Bianco e Mieszko, non fu in grado di assicurarsi il trono polacco, che dovette cedere al suo cugino Piast Corrado di Masovia.

## Biografia

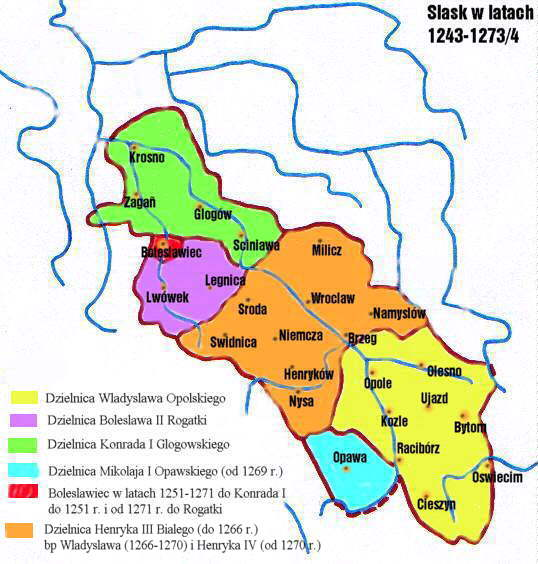
Slesia nel 1248/51: creazione dei ducati di Legnica e (viola) e Głogów (verde) in Bassa Slesia

Con l'approvazione della madre Anna di Boemia e con lo scopo di non dividere ulteriormente le terre paterne, i figli più giovani di Enrico II, Ladislao e Corrado, furono mandati a studiare all'università italiana di Padova, con l'idea che entrambi si preparassero per una carriera ecclesiastica. Nel 1248 i loro fratelli maggiori, Enrico III il Bianco e Boleslao II, vennero a patti: Enrico assunse il governo sulle terre della Bassa Slesia intorno a Breslavia, dopo aver fatto una divisione dei territori con Boleslao II. Scelse Ladislao come co-regnante, mentre Corrado presumibilmente divenne co-governatore nel ducato di Legnica appena costituito sotto Boleslao. Tuttavia, il Duca di Legnica si rifiutava di condividere il potere. Corrado fuggì nella Grande Polonia e, appoggiato dal cognato duca Przemysł I, ottenne infine il ducato di Głogów nel 1251.
Nel caso di Enrico III e di Ladislao, la cooperazione tra i fratelli fu un accordo reciproco con poche opportunità di attriti, poiché Ladislao soggiornò principalmente nella capitale boema, Praga, alla corte del cugino materno, re Ottocaro II. Il suo ruolo nel ducato indiviso di Breslavia era limitato a ricevere una rendita; Enrico III aveva preso nelle sue mani tutto il governo. Tuttavia, anche Ladislao emise numerose atti e nel 1261 lui e suo fratello conferirono congiuntamente ai cittadini di Breslavia le norme del Diritto di Magdeburgo. Con il sostegno del re di Boemia, Ladislao continuò la sua carriera ecclesiastica: nel 1255 circa diventò un prevosto nel capitolo della cattedrale della chiesa collegiata di San Pietro e Paolo a Vyšehrad (oggi parte di Praga) e in seguito fu nominato Cancelliere della Boemia, un posto riservato esclusivamente ai prevosti di Vyšehrad. La stretta alleanza tra i Piast della Slesia e la dinastia dei Přemyslidi rafforzò i legami tra le terre della Slesia e della Boemia.
Ladislao si unì al capitolo della cattedrale di Bamberga nel 1256 e fu eletto vescovo l'anno seguente, tuttavia, dovette dimettersi, poiché non ricevette alcuna dispensa da papa Alessandro IV a causa della sua giovane età. Sostenuto dal re Ottocaro II, divenne membro del capitolo di Breslavia e nell'aprile 1265 fu eletto vescovo di Passavia. In ottobre fu eletto arcivescovo di Salisburgo; questa volta ricevette il consenso di papa Clemente IV. Ladislao arrivò a Salisburgo nella primavera del 1266. Dovette tornare in Slesia dopo la morte di suo fratello, il duca Enrico III il Bianco, il 3 dicembre 1266. Nel suo testamento questi aveva lasciato a Ladislao la custodia di suo figlio infante Enrico IV il Probo e con questo, la reggenza di tutto il ducato slesiano di Breslavia.
Il governo di Enrico III non era stato troppo benefico per la chiesa; Ladislao, ora vescovo e anche reggente, non era incline a preservare le prerogative della nobiltà, ma alla fine fu costretto ad accettarlo. Il vescovo-reggente era coinvolto, con il fratello Enrico III, nel processo di canonizzazione della loro nonna paterna, la Duchessa Edvige di Slesia (Edvige di Andechs). Il processo fu finalmente completato, quando Sant'Edvige fu canonizzata da papa Clemente il 26 marzo 1267. Questo fu certamente il grande successo personale di Ladislao e diede molto prestigio a tutta la famiglia.
L'ultimo atto della carriera della sua importante carriera ecclesiastica fu la sua nomina nel 1268 al vescovato di Breslavia. Ladislao non aveva intenzione di sacrificare l'arcivescovado di Salisburgo, ma grazie alla sua influenza a Praga e a Roma fu nominato amministratore apostolico con tutti i diritti di un vescovo. Ladislao adempì onestamente a tutti i suoi doveri, un atteggiamento piuttosto insolito tra i principi medievali. Quando fu arcivescovo di Salisburgo e poco dopo ricevette il titolo di amministratore della diocesi di Breslavia, fu in grado di combinare le due posizioni in modo che nessuno potesse dire che queste cariche fossero insostenibili. Negli ultimi quattro anni di vita era in costante viaggio tra Salisburgo e Breslavia.
Ladislao morì il 27 aprile 1270 e fu sepolto nella cattedrale di Salisburgo. Nel suo testamento, lasciò i suoi diritti sulla metà del ducato di Breslavia a suo nipote Enrico IV il Probo. C'erano alcune voci secondo cui la causa della morte del giovane vescovo, a non più di trentatré anni, fosse l'avvelenamento. Colpevole di questo crimine potevano essere membri della nobiltà, che quattro anni prima forse aveva ucciso il duca Enrico III il Bianco, e quasi vent'anni dopo suo nipote Enrico IV condivise lo stesso destino. Queste morti dei Duchi di Breslavia in un così breve periodo poteva essere alquanto sospetta; in effetti però la morte improvvisa di un giovane regnante anche se causata da fattori naturali in un'epoca in cui le conoscenze mediche non erano sviluppate, poteva facilmente essere interpretata come un avvelenamento. La morte di Ladislao era probabilmente, tuttavia, naturale, il che indica il luogo presumibile della sua morte: Salisburgo. Se i nobili polacchi volevano davvero ucciderlo, presumibilmente lo avrebbero fatto mentre fosse stato a Breslavia e non avrebbero scelto un lungo viaggio in Germania per eliminare il vescovo-reggente.

## Ascendenza
|                        |                        |                       | Genitori               |  |  | Nonni |  |  | Bisnonni          |  |  | Trisnonni              |  |
|                        |                        |                       |                        |  |  |       |  |  | Boleslao I l'Alto |  |  | Ladislao II L'Esiliato |  |
|                        |                        |                       |                        |  |  |       |  |  | Boleslao I l'Alto |  |  | Ladislao II L'Esiliato |  |
|                        |                        | Agnese di Babenberg   |                        |  |  |       |  |  | Boleslao I l'Alto |  |  |                        |  |
| Enrico I il Barbuto    |                        |                       |                        |  |  |       |  |  | Boleslao I l'Alto |  |  |                        |  |
|                        |                        | Cristina              | …                      |  |  |       |  |  |                   |  |  |                        |  |
|                        |                        | Cristina              | …                      |  |  |       |  |  |                   |  |  |                        |  |
|                        |                        | Cristina              | …                      |  |  |       |  |  |                   |  |  |                        |  |
| Enrico II il Pio       |                        | Cristina              |                        |  |  |       |  |  |                   |  |  |                        |  |
|                        |                        | Bertoldo IV d'Andechs | Bertoldo I d'Istria    |  |  |       |  |  |                   |  |  |                        |  |
|                        |                        | Bertoldo IV d'Andechs | Bertoldo I d'Istria    |  |  |       |  |  |                   |  |  |                        |  |
|                        |                        | Bertoldo IV d'Andechs | Edvige di Wittelsbach  |  |  |       |  |  |                   |  |  |                        |  |
| Edvige di Andechs      |                        | Bertoldo IV d'Andechs |                        |  |  |       |  |  |                   |  |  |                        |  |
|                        |                        | Agnese di Rochlitz    | Dedi III di Lusazia    |  |  |       |  |  |                   |  |  |                        |  |
|                        |                        | Agnese di Rochlitz    | Dedi III di Lusazia    |  |  |       |  |  |                   |  |  |                        |  |
|                        |                        | Agnese di Rochlitz    | Matilde di Heinsberg   |  |  |       |  |  |                   |  |  |                        |  |
| Ladislao di Salisburgo |                        | Agnese di Rochlitz    |                        |  |  |       |  |  |                   |  |  |                        |  |
|                        | Vladislao II di Boemia | Vladislao I di Boemia |                        |  |  |       |  |  |                   |  |  |                        |  |
|                        | Vladislao II di Boemia | Vladislao I di Boemia |                        |  |  |       |  |  |                   |  |  |                        |  |
|                        | Vladislao II di Boemia | Richeza di Berg       |                        |  |  |       |  |  |                   |  |  |                        |  |
| Ottocaro I di Boemia   | Vladislao II di Boemia |                       |                        |  |  |       |  |  |                   |  |  |                        |  |
|                        |                        | Giuditta di Turingia  | Ludovico I di Turingia |  |  |       |  |  |                   |  |  |                        |  |
|                        |                        | Giuditta di Turingia  | Ludovico I di Turingia |  |  |       |  |  |                   |  |  |                        |  |
|                        |                        | Giuditta di Turingia  | Edvige di Gudensberg   |  |  |       |  |  |                   |  |  |                        |  |
| Anna di Boemia         |                        | Giuditta di Turingia  |                        |  |  |       |  |  |                   |  |  |                        |  |
|                        |                        | Béla III d'Ungheria   | Géza II d'Ungheria     |  |  |       |  |  |                   |  |  |                        |  |
|                        |                        | Béla III d'Ungheria   | Géza II d'Ungheria     |  |  |       |  |  |                   |  |  |                        |  |
|                        |                        | Béla III d'Ungheria   | Efrosin'ja Mstislavna  |  |  |       |  |  |                   |  |  |                        |  |
| Costanza d'Ungheria    |                        | Béla III d'Ungheria   |                        |  |  |       |  |  |                   |  |  |                        |  |
|                        |                        | Agnese d'Antiochia    | Rinaldo di Châtillon   |  |  |       |  |  |                   |  |  |                        |  |
|                        |                        | Agnese d'Antiochia    | Rinaldo di Châtillon   |  |  |       |  |  |                   |  |  |                        |  |
|                        |                        | Agnese d'Antiochia    | Costanza d'Antiochia   |  |  |       |  |  |                   |  |  |                        |  |
|                        |                        | Agnese d'Antiochia    |                        |  |  |       |  |  |                   |  |  |                        |  |

## Fonti
- "Henryk III Biały", Encyklopedia Polski, Kraków, Wydawnictwo Ryszard Kluszczyński, 1996, p. 216.
- Miroslav Marek, Complete Genealogy of the House of Piast: Silesia-Wroclaw, su genealogy.euweb.cz, Genealogy.EU.
- Chronological Dates in Stoyan[collegamento interrotto]